# Aérodrome de Puka Puka
L'aérodrome de Puka Puka est situé sur l'atoll de Puka Puka dans l'archipel des Tuamotu en Polynésie française.

## Situation
| Nengo-Nengo Marutea-Sud Nukutepipi Ahe Anaa Apataki Arutua Hiva Oa Bora-Bora Tahiti-Fa'a'ā Faaite Fakarava Fangatau Hao Fakahina Hikueru Huahine Kaukura Katiu Kauehi Makemo Manihi Mataiva Maupiti Moorea Napuka Niau Nuku Hiva Nukutavake Puka-Puka Pukarua Raiatea Raivavae Rangiroa Raroia Reao Rimatara Rurutu Takapoto Takaroa Takume Tatakoto Tikehau Totegegie Tubuai Tureia Ua Huka Ua Pou Vahitahi |

## Compagnies et destinations
Cet aérodrome est relié à l'aéroport international de Tahiti Fa'a'ā avec Air Tahiti.

## Histoire
La piste a ouvert en 1979 et une rénovation importante de la piste a été réalisée en 2011 et 2014.
Des études seraient en cours pour allonger cette piste et en permettre l'accès à des ATR.

## Statistiques
Pour des raisons techniques, il est temporairement impossible d'afficher le graphique qui aurait dû être présenté ici.

Voir la requête brute et les sources sur Wikidata.